# Кобальтовая бомба

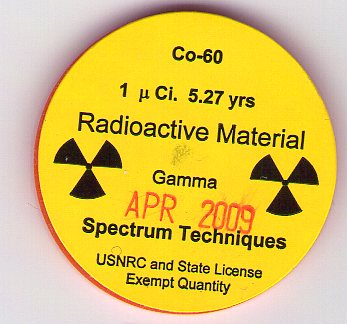
Калибровочный источник спектрометрический с кобальтом-60 (^{60}Co), активность 37 КБк (1 мкКи).

Ко́бальтовая бо́мба типа «солёная бомба» — теоретическая модификация ядерного оружия, дающая сильное радиоактивное заражение местности даже при сравнительно слабом ядерном взрыве. Является радиологическим оружием, основным фактором поражения которого является внешнее и внутреннее облучение жертвы и последующая её смерть от лучевой болезни.
Теоретически представляет собой термоядерный боевой припас, в котором последняя оболочка содержит не уран-238, а кобальт, или представляет собой сплав урана-238 и кобальта. Природный кобальт является моноизотопным элементом, он на 100% состоит из кобальта-59. При взрыве эта оболочка облучается сильным нейтронным потоком. В результате захвата нейтрона стабильное ядро кобальта-59 превращается в радиоактивный изотоп кобальт-60. Период полураспада кобальта-60 составляет 5,2 года, в результате бета-распада данного нуклида образуется никель-60 в возбуждённом состоянии, который затем переходит в основное состояние, испуская один или несколько гамма-квантов.
Активность одного грамма кобальта-60 оценивается в 41,8 ТБк (1130 Ки). Чтобы обеспечить заражение всей поверхности Земли на уровне один грамм на квадратный километр, требуется порядка 510 тонн кобальта-60. В таком случае, смертельную дозу можно набрать меньше, чем за 10 лет.
Официально считается, что кобальтовых бомб ещё не создавали, и ни у одной страны на вооружении их нет. Небольшие количества кобальта использовались в одном из испытаний британского ядерного устройства 14 сентября 1957 года в качестве радиохимических меток. Кобальт-60 является обычным продуктом подземных и наземных ядерных взрывов, образующимся в результате нейтронной активации железа (а также кобальта и никеля) в стальных конструкциях, окружающих заряд, и в грунте, который обычно содержит несколько процентов железа. В частности, кобальт-60 был обнаружен на поверхности земли в местах, где проводились промышленные подземные ядерные взрывы «Тайга», «Кратон-3», «Кристалл», «Чаган», а также на площадках Семипалатинского полигона, где проводились советские наземные ядерные и термоядерные испытания; на месте первого ядерного взрыва «Тринити» на полигоне Аламогордо (США); на площадках испытаний французского полигона в Алжире.

## История
Идея кобальтовой бомбы была описана в феврале 1950 года физиком Лео Силардом, который предположил, что арсенал кобальтовых бомб будет способен уничтожить всё человечество на планете (так называемая Машина Судного дня, англ. Doomsday device, DDD). Кобальт был выбран как элемент, дающий в результате нейтронной активации высокоактивное и при этом относительно длительное радиоактивное заражение. При использовании других элементов можно получить заражение изотопами с большим периодом полураспада, но их активность будет недостаточной. Также существуют более короткоживущие изотопы, чем кобальт-60, например золото-198, цинк-65, натрий-24, но из-за их быстрого распада часть популяции может выжить в бункерах.
Придуманная Силардом «Машина Судного дня» — термоядерное взрывное устройство, способное наработать кобальт-60 в количестве, достаточном для уничтожения всего человечества, — не предполагает каких-либо средств доставки. Государство (или террористическая организация) может использовать её как инструмент шантажа, угрожая взорвать Машину Судного дня на своей территории и тем самым уничтожить как своё население, так и всё остальное человечество. После взрыва радиоактивный кобальт-60 будет разнесён по всей планете атмосферными течениями за несколько месяцев.
10 ноября 2000 года в российской прессе появлялась информация со ссылкой на интервью генерал-полковника Е. А. Негина зарубежным журналистам о том, что группа академика А. Д. Сахарова якобы предлагала Н. С. Хрущёву сделать корабль с кобальтовой обшивкой, содержащий большое количество дейтерия рядом с ядерной бомбой. При подрыве у восточного побережья Америки радиоактивные осадки выпали бы на территории США.

## Кобальтовые бомбы в культуре
"
Кобальтовые бомбы (англ. C-bomb) широко использовались в литературе и фильмах 1950—1960-х годов. Можно упомянуть роман "На берегу" Н. Шюта (1959 год), роман «Место назначения неизвестно» А. Кристи (1954 год), фильмы «На берегу» С. Крамера (1959) и «Доктор Стрейнджлав» С. Кубрика (1964).
- Во втором фильме о планете обезьян — «Под планетой обезьян» (1970 год) — рассказывается о поклонении кобальтовой бомбе потомков людей — псиоников-иллюзионистов. Учёная обезьяна-орангутан доктор Зейус упоминает в фильме, что укрывшиеся в подземельях остатки человечества построили бомбу с кобальтовым покрытием для уничтожения планеты. В пятом фильме эта бомба начинает строиться, но в результате перемирия этот процесс приостанавливается.
- В фантастическом рассказе Л. Каганова «Чёрная кровь Трансильвании» (2007 год) описывается бомбардировка Трансильвании силами НАТО с использованием кобальтовых бомб[8].
- Кобальтовая бомба стала двигателем сюжета 16-й и 17-й серий третьего сезона сериала «Касл» (2011 год)[9].
- В рассказе «Экспонат с выставки» (Exhibit Piece) 1954 года Филиппа К. Дика в самом конце была упомянута кобальтовая бомба, для более открытой концовки.
- Несколько раз упоминается в фантастическом сериале «Star Trek» как оружие большой разрушительной силы.
- В игре «Metro Exodus» один из героев, спартанец Тэтэшник, предполагает, что по Новосибирску был нанесён удар кобальтовой (в ранней версии игры ошибочно называя ее кадмиевой) бомбой.
- В игре ICBM: Escalation кобальтовая бомба является одной из доступных игроку технологий в дереве развития. Удары, нанесенные кобальтовыми бомбами и боеголовками, причиняют больший урон городам (в том числе длительный урон от радиоактивного заражения) и сильнее другого ядерного оружия повышают уровень заражения планеты.